# 池田豪
池田 豪（いけだ ごう、1975年11月26日 - ）は、東京都目黒区出身の元野球選手。アメリカ独立リーグでプレー、その後MLBで通訳、スカウトなどを務めた。

## 来歴
大学中退後、フロリダのベースボールアカデミーでトレーニングを続けアメリカ独立リーグのフロンティアリーグのカラマズーコディアックスに入団し、外野手のレギュラーとして67試合に出場した。
翌年、ノーザンリーグのアディロンダック・ランバージャックスに移籍した。
現役引退後、伊良部秀輝投手の通訳（モントリオール・エクスポズ時代）、エクスポズスカウト、フロリダ・マーリンズスカウトを歴任し、TBSの番組『ガチンコ!』では、男どアホ大リーグの講師をつとめるなど、野球普及に取り組んでいる。
またフロリダ・マーリンズと提携した北海道マーリンズで広瀬哲朗総監督の下で助監督を務めた。
現在は、NPO法人WANPERSの理事長を務める。

## プロ成績
- 77試合、262打数74安打3本塁打、打率.282